# Котова, Юлия Алексеевна
Юлия Алексеевна Котова (род. 30 мая 1984) — российская самбистка и дзюдоистка, чемпионка и призёр чемпионатов России по дзюдо, призёр чемпионата России по самбо, мастер спорта России.

## Спортивные результаты
- Чемпионат России по дзюдо 2001 года среди юниоров — ;
- Чемпионат России по дзюдо 2002 года среди молодёжи — ;
- Чемпионат России по дзюдо 2003 года среди молодёжи — ;
- Чемпионат России по дзюдо 2006 года среди молодёжи — ;
- Чемпионат России по дзюдо 2000 года — ;
- Чемпионат России по дзюдо 2005 года — ;
- Чемпионат России по дзюдо 2006 года — ;
- Чемпионат России по дзюдо 2007 года — ;
- Чемпионат России по дзюдо 2013 года — ;
- Чемпионат России по самбо 2017 года — ;